# Електролітичне рафінування

Електролітичне рафінування міді

Електрообробка (електролітичне рафінування) — процес очищення металів, отриманих в процесі електролізу.
Електролітичне рафінування з розчинними металами полягає в анодному розчиненні металів, що очищаються, і осадженні на катоді чистих металів як наслідок придбання іонами основного металу електронів зовнішнього ланцюга. Розділення металів під дією електролізу можливе через відмінності електрохімічних потенціалів домішок і основного металу. 
Анод розчиняється і метал без домішок осідає на катоді. Домішки розчиняються в розчині або випадають в осад у вигляді т. зв. «анодного осаду».
Наприклад, нормальний електродний потенціал Cu щодо водневого електроду порівняння, прийнятого за нуль + 0,346, у Au і Ag ця величина має більше позитивне значення, а у Ni, Fe, Zn, Mn, Pb, Sn, Co нормальний електродний потенціал негативний. При електролізі мідь осідає на катоді, благородні метали, не розчиняючись, осідають на дно електролітної ванни у вигляді шламу, а метали, що володіють негативним електродним потенціалом, накопичуються в електроліті, який періодично очищають. Іноді (наприклад, в гідрометалургії Zn) використовують електролітичне рафінування з нерозчинними анодами. Основний метал знаходиться в розчині, заздалегідь ретельно очищеному від домішок, і в результаті електролізу осідає в компактному вигляді на катоді.